# Bisdom Isernia-Venafro
Het Bisdom Isernia-Venafro (Latijn: Dioecesis Aeserniensis-Venafrensis, Italiaans: Diocesi di Isernia-Venafro) is een in Italië gelegen rooms-katholiek bisdom met zetel in de stad Isernia. Het bisdom behoort tot de kerkprovincie Campobasso-Boiano en is, samen met de bisdommen, Termoli-Larino en Trivento suffragaan aan het aartsbisdom Campobasso-Boiano.

## Geschiedenis
Het bisdom is opgericht in de 5e eeuw en werd Isernia genoemd. Toen het bisdom Venafro op 19 juni 1852 werd opgenomen werd de naam veranderd in Isernia-Venafro. Van 1039 tot het begin van de 12e eeuw waren Isernia en Venafro ook samengevoegd.